# 林肯代爾 (紐約州)
林肯代爾（英語：Lincolndale）是位於美國紐約州西徹斯特縣的普查規定居民點。

## 人口
根據2020年美國人口普查的數據，林肯代爾的面積為2.60平方千米，當中陸地面積為2.50平方千米，而水域面積為0.10平方千米。當地共有人口1504人，而人口密度為每平方千米578.46人。